# Amethi
Amethi (Hindi: अमेठी Ameṭhī [ʌˈmeːʈʰi]) ist eine Stadt im indischen Bundesstaat Uttar Pradesh mit rund 13.849 Einwohnern (Volkszählung 2011). Sie liegt rund 100 Kilometer nördlich von Prayagraj und 130 Kilometer südöstlich von Lakhnau in der Region Awadh (Oudh) in Zentral-Uttar-Pradesh. Die nächstgrößeren Städte sind Sultanpur 33 Kilometer östlich und Raebareli 65 Kilometer westlich. Amethi ist die größte Stadt des Distrikts Amethi, Verwaltungssitz des Distrikts ist aber Gauriganj.
Amethi gilt als politische Bastion der Nehru-Gandhi-Dynastie. Sowohl Sanjay Gandhi (1980), Rajiv Gandhi (1981, 1984 und 1989), Sonia Gandhi (1999) als auch Rahul Gandhi (2004 und 2009) wurden aus dem Wahlkreis Amethi in die Lok Sabha gewählt.
Amethi ist über die Bahnstrecke von Lakhnau über Raebareli nach Varanasi an das Eisenbahnnetz angebunden.

## Söhne und Töchter der Stadt
- Sudha Singh (* 1986), Leichtathletin